# BMW serii 2
BMW serii 2 – samochód sportowy klasy kompaktowej produkowany pod niemiecką marką BMW od 2013 roku. Od 2021 roku jest produkowana druga generacja modelu.

## Pierwsza generacja

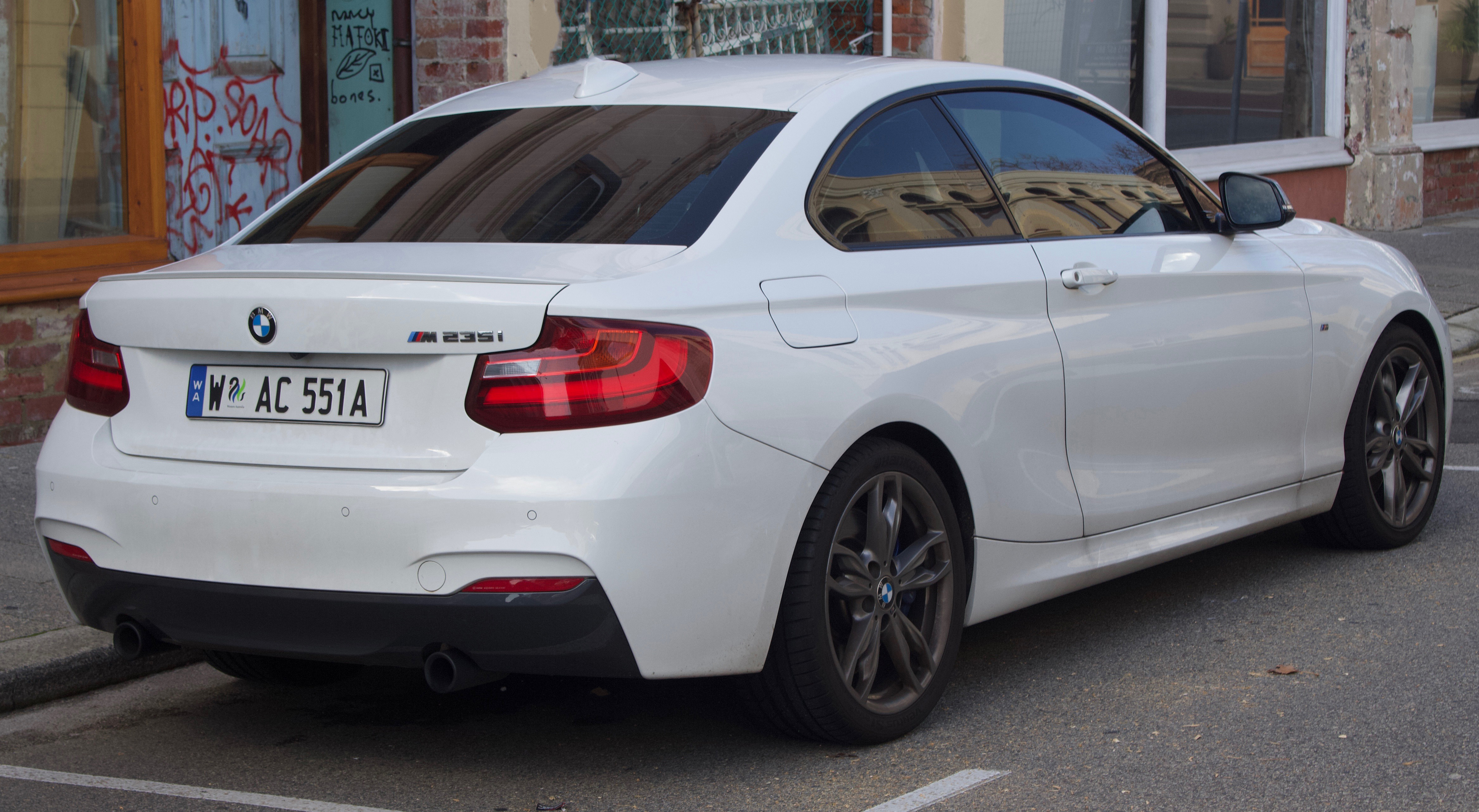
BMW serii 2 Coupe I (F22) - tył

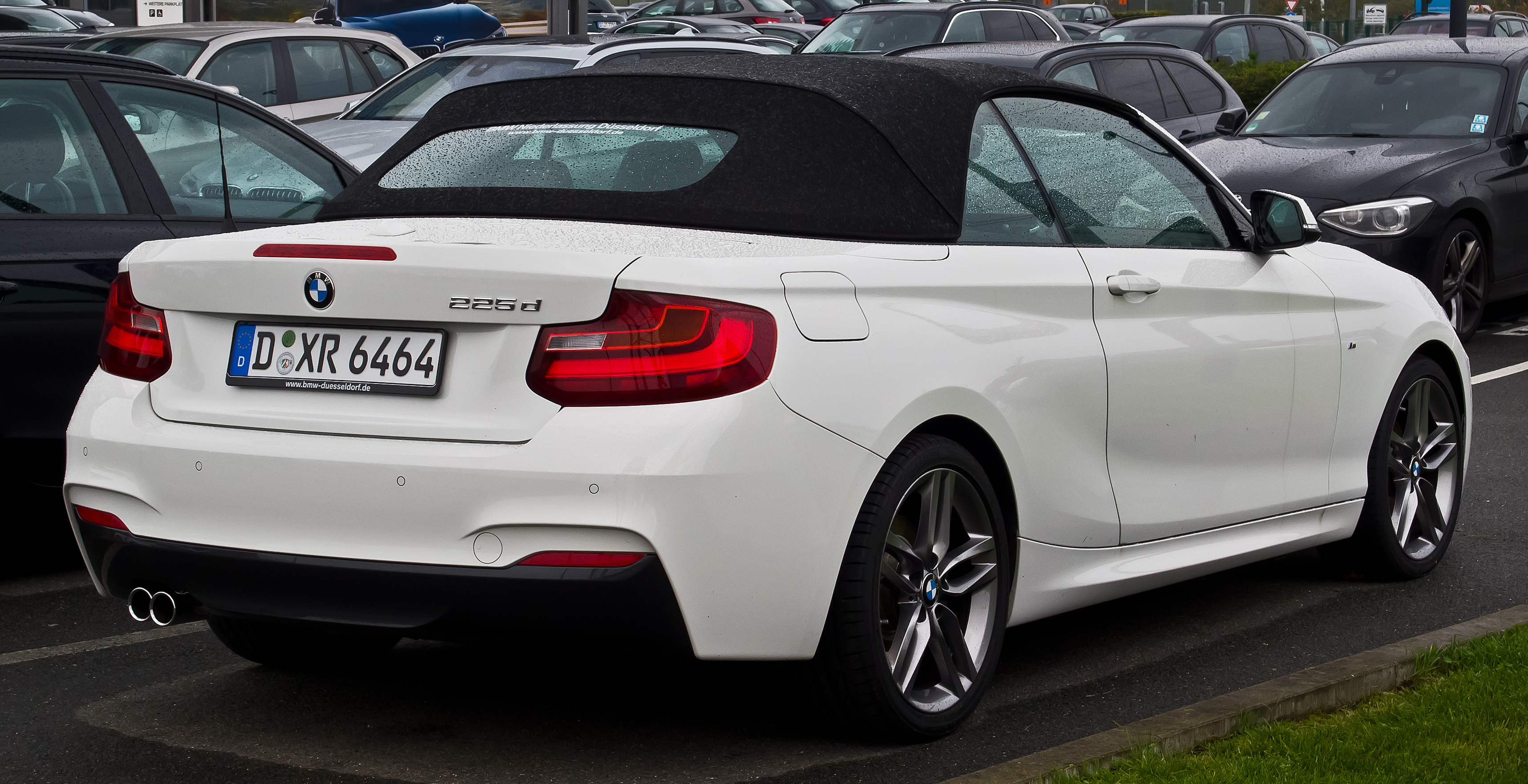
BMW serii 2 Cabriolet (F23)

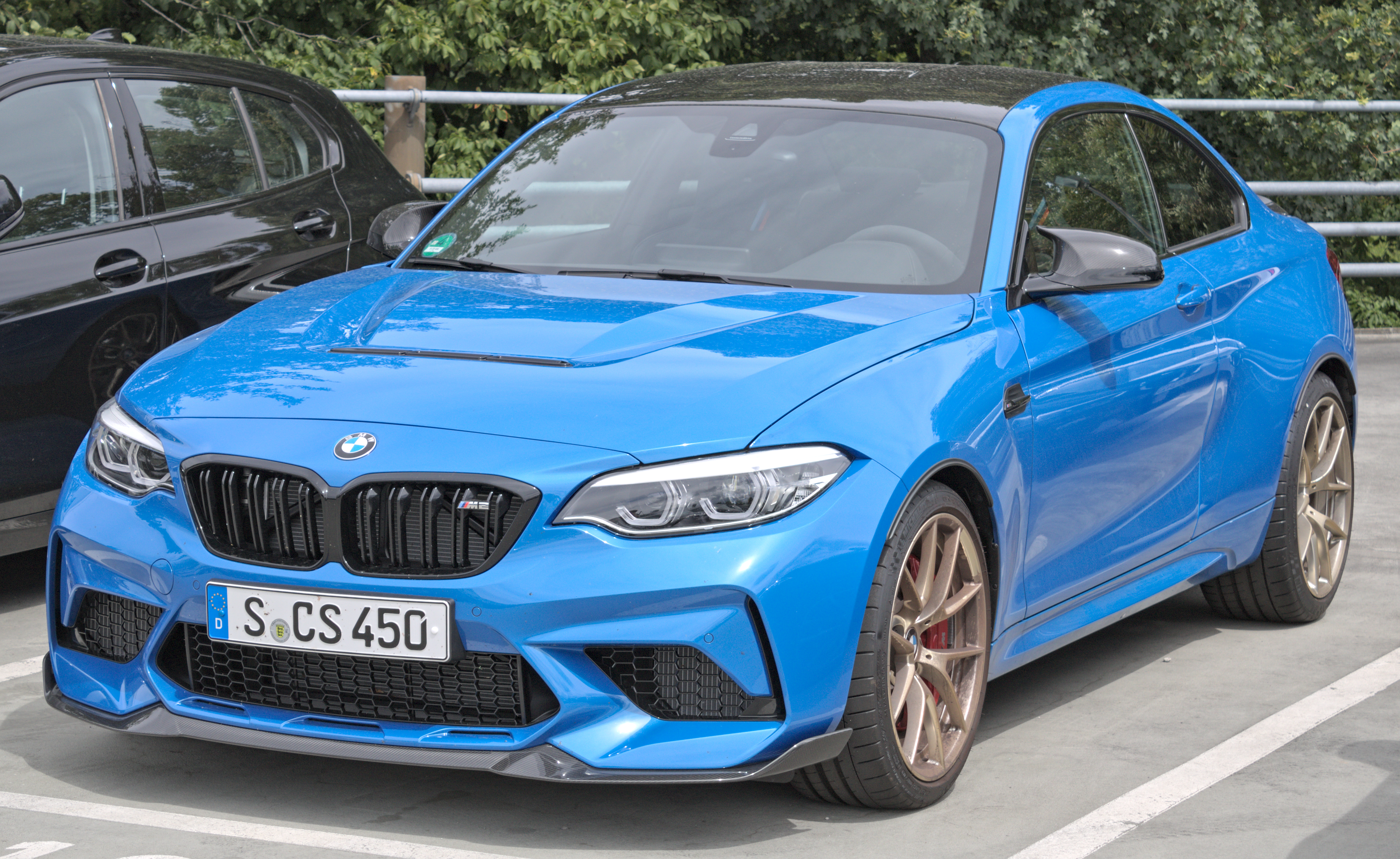
BMW M2 CS (F87)

Samochód zaprezentowano podczas Międzynarodowego Salonu Samochodowego w Detroit 2013, nadając kod fabryczny F22. Jest to pierwszy w historii marki model o takiej nazwie, którą powołano do życia w ramach uporządkowania gamy - liczby nieparzyste są przydzielone hatchbackom, sedanom i kombi, natomiast liczby parzyste od 2013 roku oznaczają bazujące na nich coupe i kabriolety. W ich myśl, seria 2 to nic innego, jak seria 1 drugiej generacji z przemodelowanym przodem, zastępując w tym sposób modele Seria 1 Coupe/Cabrio produkowane w latach 2007 - 2013. Nazwy nie należy mylić z podobną, stosowaną dla zupełnie innego modelu BMW serii 02 z lat 1966 – 1977.
Podczas Paryskiego Salonu Samochodowego jesienią 2014 przedstawiono wersję kabriolet o kodzie fabrycznym F23. Samochód ma miękki dach, którego składanie zajmuje 20 sekund, a proces ten może odbywać się do prędkości 50 km/h. Standardowym jego kolorem jest czarny, ale opcjonalnie może być brązowy bądź antracytowy. Współczynnik oporu powietrza stawianego przez model F23 wynosi 0,31. 

### Dane techniczne
Początkowo samochód oferowany był z silnikami 220i, M235i (326KM), oraz 220d. Następnie w marcu 2014 do gamy jednostek dołączyły motory 218d i 225d, a pod koniec roku - 228i, M235i xDrive (326KM). Wariant M charakteryzuje się sportowym układem kierowniczym o zmiennej sile wspomagania, układ hamulcowy M Sport i adaptacyjne zawieszenie M z elektroniczną regulacją twardości amortyzatorów.
BMW M2, zaprezentowane w 2016 roku, wyposażone jest w silnik o pojemności 3-litrów i mocy 370 koni mechanicznych. Wyróżnia się powiększonymi wlotami powietrza w zderzaku, szerszymi nadkolami oraz czterema końcówkami układu wydechowego. Jest ono dostępne wyłącznie w wersji coupè.
Samochód dostępny jest z benzynowymi silnikami o pojemnościach od 1.5 do 3.0 o mocach 136 - 340 koni mechanicznych oraz wysokoprężnymi o pojemności 2.0 w wariantach mocy od 150 do 218 KM.

### Silniki
BMW F22/F23 może być napędzany na tylną oś bądź na wszystkie koła. Standardowo każdy silnik sprzężony jest z ręczną, 6-biegową skrzynią biegów, którą opcjonalnie (standard w 225d i napędzanych na wszystkie koła) można zastąpić 8-biegową przekładnią automatyczną.
| Oznaczenie           | Pojemność skokowa | Zawory            | Moc maksymalna przy obr./min | Max. moment obrotowy przy obr./min | Kod silnika       | Prędkość maksymalna | Okres produkcji   |
| Silniki benzynowe    | Silniki benzynowe | Silniki benzynowe | Silniki benzynowe            | Silniki benzynowe                  | Silniki benzynowe | Silniki benzynowe   | Silniki benzynowe |
| -------------------- | ----------------- | ----------------- | ---------------------------- | ---------------------------------- | ----------------- | ------------------- | ----------------- |
| 218i                 | 1499 cm³          | 12                | 100 kW (136 KM)/ 4500–6000   | 220 Nm / 1250–4300                 | B38B15            | 210 km/h            | od 03/2015        |
| 220i                 | 1998 cm³          | 16                | 135 kW (184 KM)/ 5000–6250   | 270 Nm / 1250–4600                 | N20B20            | 235 km/h            | 11/2013 – 07/2016 |
| 220i                 | 1998 cm³          | 16                | 135 kW (184 KM) / 5000       | 270 Nm / 1350–4600                 | B48B20            | 235 km/h            | od 07/2016        |
| 228i                 | 1998 cm³          | 16                | 180 kW (245 PS)/5000–6500    | 350 Nm / 1250–4800                 | N20B20            | 250 km/h            | 07/2014–07/2016   |
| 230i                 | 1998 cm³          | 16                | 185 kW (252 KM) / 5200       | 350 Nm / 1450–4800                 | B48B20            | 250 km/h            | od 07/2016        |
| M235i/M235ix         | 2979 cm³          | 24                | 240 kW (326 PS) / 5800–6000  | 450 Nm / 1300–4500                 | N55B30            | 250 km/h            | 11/2013–06/2016   |
| M240i/M240ix         | 2998 cm³          | 24                | 250 kW (340 PS) / 5500       | 500 Nm / 1500–4500                 | B58B30            | 250 km/h            | od 07/2016        |
| M2                   | 2979 cm3          | 24                | 272 kW (365 KM) / 6500       | 465 Nm / 1450–4750                 | N55B30T0          | 250 km/h            | od 11/2015        |
| M2 Competition       | 2979 cm3          | 24                | 302 kW (411 KM) / 5230-7000  | 550 Nm / 2350-5230                 | S55B30T0          | 250 km/h            | od 07/2018        |
| M2 CS                | 2979 cm3          | 24                | 331 kW (450 KM) / 6250       | 550 Nm / 2350-5500                 | S55B30T0          | 280 km/h            | od 03/2020        |
| Silniki wysokoprężne |                   |                   |                              |                                    |                   |                     |                   |
| 218d                 | 1995 cm³          | 16                | 105 kW (143 KM) / 4000       | 320 Nm / 1750–2500                 | N47D20            | 213 km/h            | 11/2013–07/2015   |
| 218d                 | 1995 cm³          | 16                | 110 kW (150 KM) / 4000       | 320 Nm / 1500–3000                 | B47D20            | 213 km/h            | od 07/2015        |
| 220d                 | 1995 cm³          | 16                | 135 kW (184 KM) / 4000       | 380 Nm / 1750–2750                 | N47D20            | 230 km/h            | 11/2013 – 10/2014 |
| 220d/220d xDrive     | 1995 cm³          | 16                | 140 kW (190 KM) / 4000       | 400 Nm / 1750–2500                 | B47D20            | 230 km/h            | od 11/2014        |
| 225d                 | 1995 cm³          | 16                | 160 kW (218 KM) / 4400       | 450 Nm / 1750–2500                 | N47D20            | 242 km/h            | 11/2013 – 07/2015 |
| 225d                 | 1995 cm³          | 16                | 165 kW (224 KM) / 4400       | 450 Nm / 1500–3000                 | B47D20            | 243 km/h            | od 07/2015        |

## Druga generacja

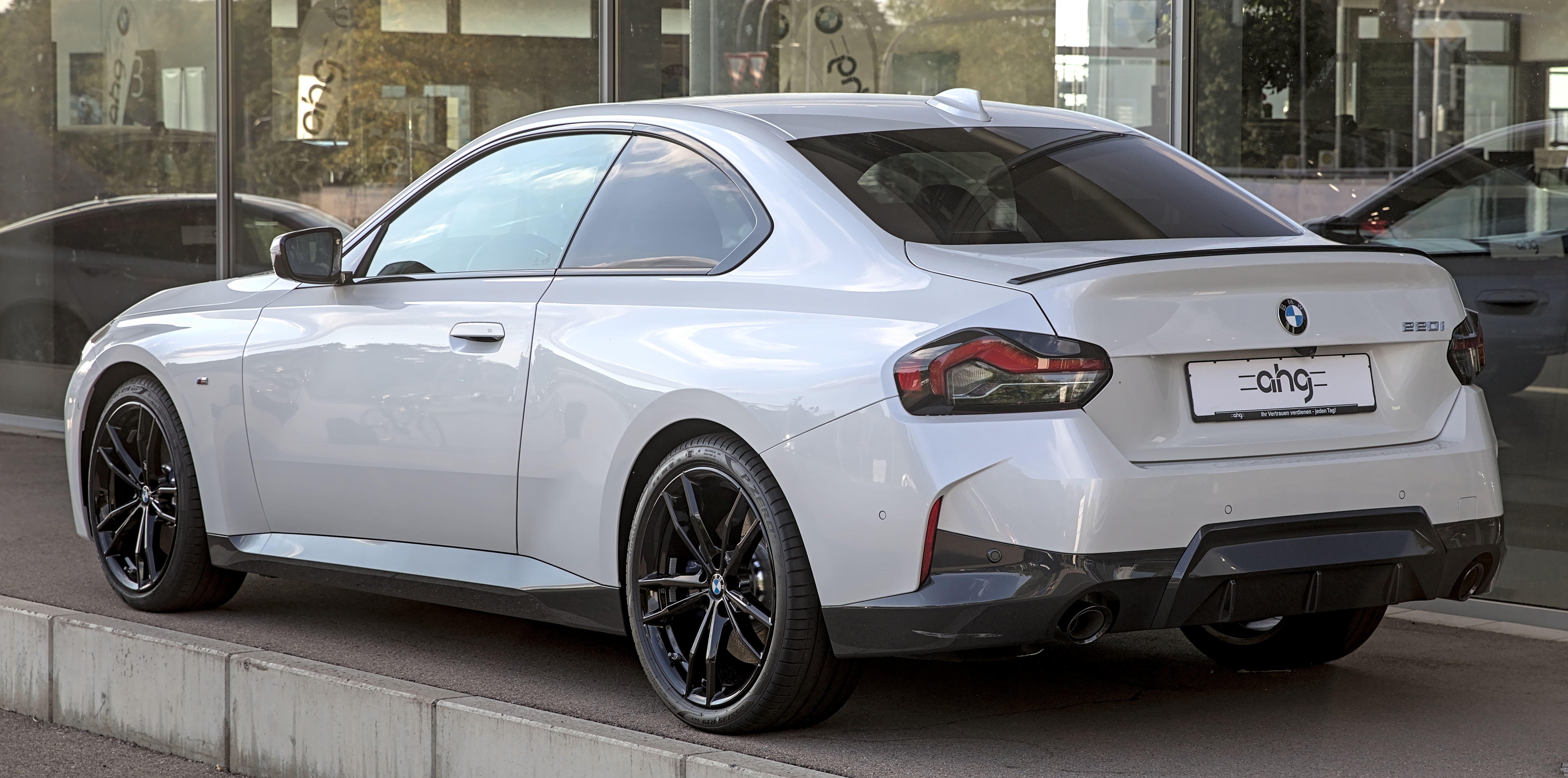
BMW serii 2 II - tył

BMW serii 2 II zostało zaprezentowane w lipcu 2021 roku. Samochód otrzymał kod fabryczny G42. Produkcja rozpoczęła się we wrześniu 2022 roku. Pojazd jest wytwarzany po raz pierwszy w meksykańskiej fabryce w San Luis Potosí.